# 2285 Ron Helin
2285 Ron Helin è un asteroide della fascia principale. Scoperto nel 1976, presenta un'orbita caratterizzata da un semiasse maggiore pari a 2,2198349 au e da un'eccentricità di 0,2075844, inclinata di 5,33345° rispetto all'eclittica.
L'asteroide è dedicato allo statunitense Ronald P. Helin, coniuge di Eleanor Francis Helin.